# 登岗镇
登岗镇，是中华人民共和国广东省揭阳市榕城区下辖的一个乡镇级行政单位。
2012年12月17日，国务院批复同意广东省调整揭阳市部分行政区划，将原揭东县的登岗镇划归榕城区管辖。

## 行政区划
登岗镇下辖以下地区：
登岗社区、登岗村、三坑村、许厝村、浦口村、洋淇村、沟边村、彭厝村、埔上村、安乐村、黄西村、光明村、西淇村和仁美村。